# متحف القصر الجمهوري
متحف القصر الجمهوري واحد من المتاحف المهمة في الخرطوم ويحتوي على مقتنات تاريخية تعود إلى القصر الجمهوري، مقر الحكم في السودان، خلال الحقب التاريخية المتعاقبة من تاريخ السودان الحديث. كما يضم المتحف مقتنيات أخرى أثرية وتراثية متعددة. وهو أول متحف في نوعه يعني بمقتنيات حكام السودان من الفترة من 1884 إلى 2007 م، وقد تم افتتاحه رسمياً في 31 ديسمبر / كانون الأول 1999 م.

## أهداف متحف القصر و وظيفته
- توثيق تاريخ رموز الحكم والسيادة في السودان ورموز الحركة الوطنية للنضال الوطني فيه.
- الحفاظ على جزء من التراث الوطني السوداني من مخاطر الاندثار والتلف وحفظه بصورة علمية وإتاحته للمهتمين والزوار.
- رصد وتوثيق مسيرة التطور في نظام الحكم في السودان خلال العهود الحديثة.
- القيام بدور تربوي وتعليمي يشمل فئات الطلاب والباحثين وغيرهم من زوار المتحف.
- إحياء النشاط الثقافي من خلال المحاضرات والندوات والمشاركة في المناسبات القومية والمعارض المختلفة داخلياً وخارجياً.
- الإسهام في تعزيز السياحة في السودان.[1]

## التسمية
أخذ متحف القصر اسمه من القصر الجمهوري لأن معظم مقتنايه ومعروضاته تعود إلى القصر الجمهوري، ووقوعه داخل اسوار القصر وتبعيته للقصر من حيث الإدارة والإشراف باعتباره جزء من القصر الجمهوري

## الموقع
يقع مبنى المتحف في العاصمة السودانية الخرطوم في الجزء الجنوبي الشرقي لمبنى القصر الجمهوري القديم وجنوب شرق القصر الرئاسي الجديد. ويطل المبنى على شارع الجامعة قبالة مباني وزارة التجارة الخارجية وحدائق الشهداء.

## مبنى المتحف

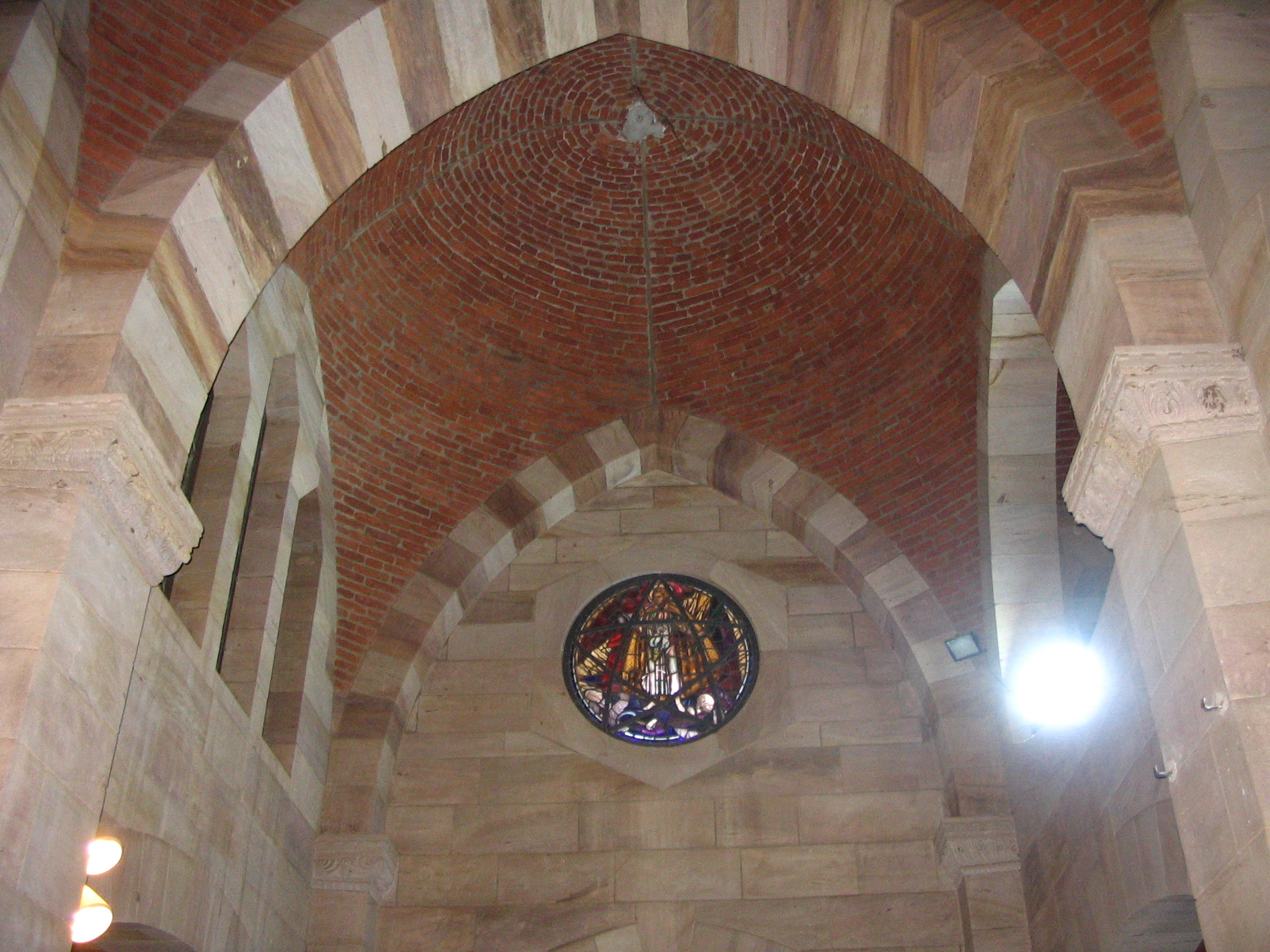
مبنى المتحف من الداخل
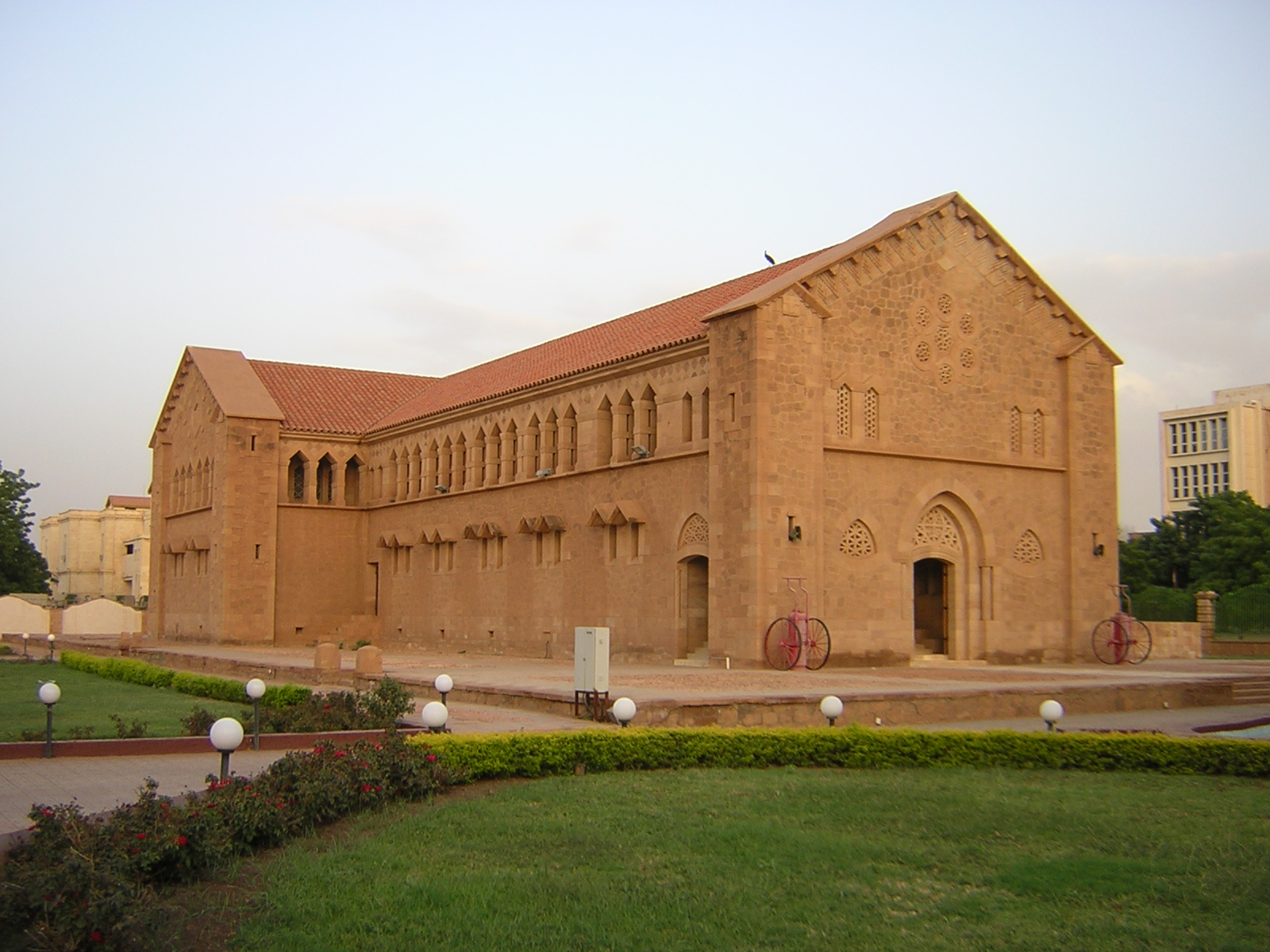
مبنى المتحف من الخارج
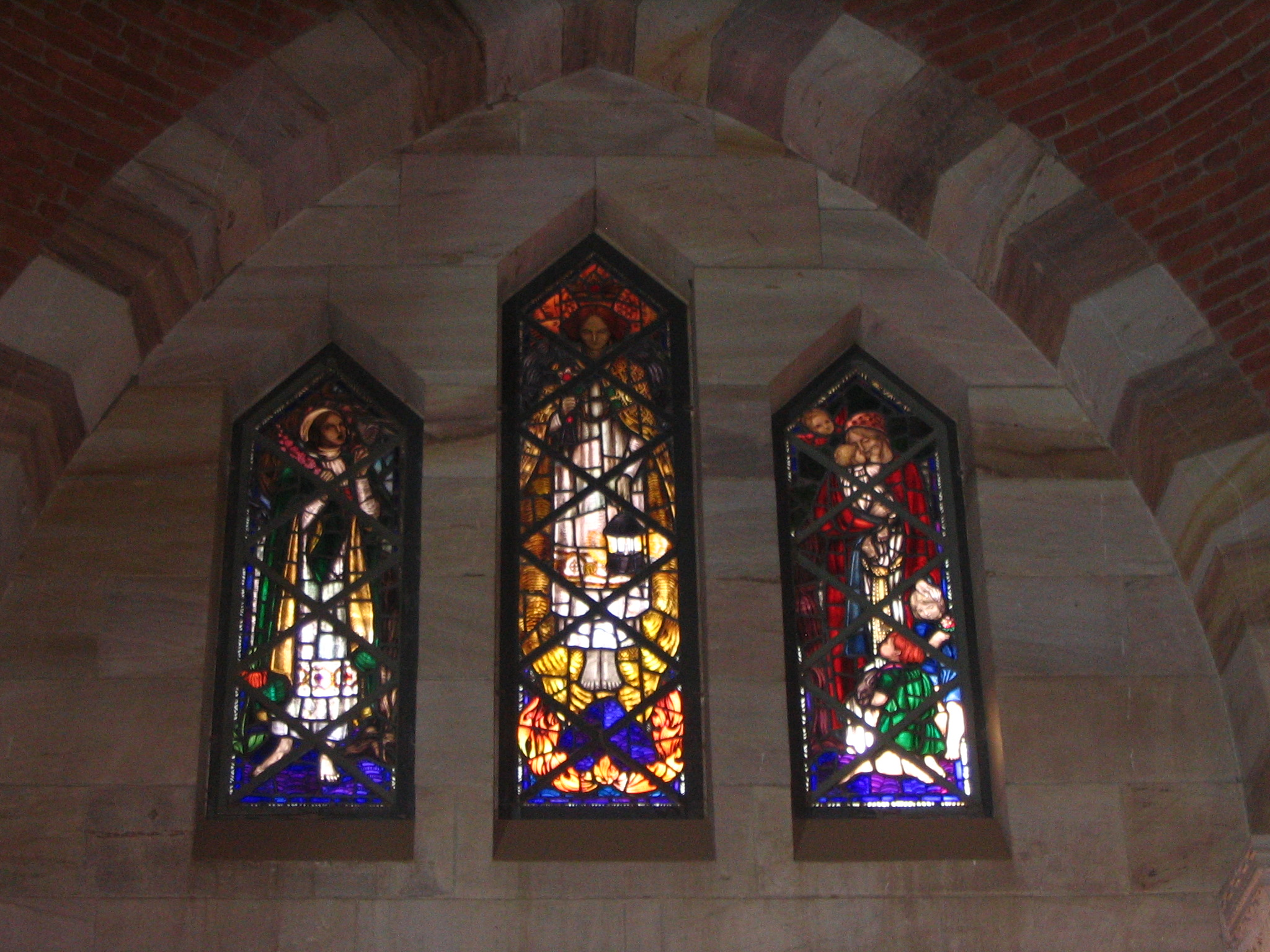
نوافذ المتحف من الداخل
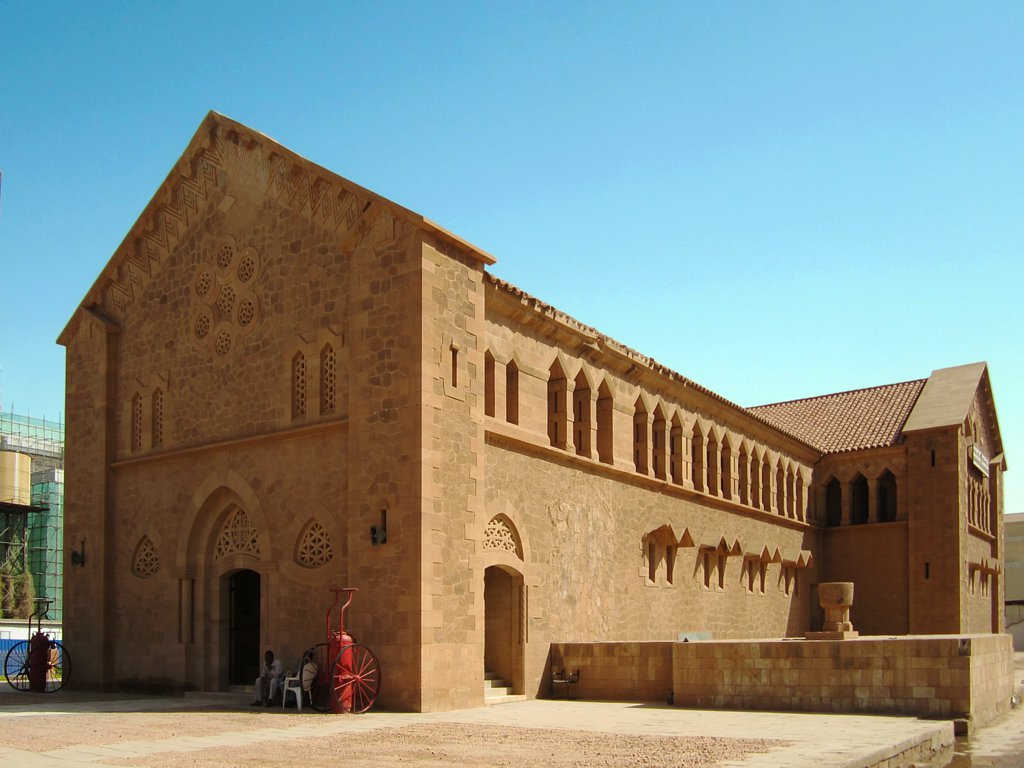
مدخل المتحف

يشكل مبنى المتحف بحد ذاته اثراً تاريخياً. فمبنى الكاتدرائية ذات النمط المعماري البيزنطي والتي تضم معروضاته تم افتتاحها في عام 1912 م، وكان الحكام البريطانيون الذين تناوبوا على الحكم في السودان يؤدون فيها شعائرهم الدينية. وكانت قد اغلقت حتى تم تحويلها في عام 1999 إلى متحف لمقتنيات القصر الأثرية وذات القيمة التاريخية بعد أن تمت إزالة برج الأجراس فيها.

## أقسام المتحف

### جناح السيارات
وهو جناح خارج المبني وتعرض فيه السيارات الرئاسية القديمة التي كان يستخدمها حكام السودان السابقين في فترات الحكم الثنائي المصري الإنجليزي من 1889 وحتى 1956 م، والرؤساء السابقين في فترات ما بعد استقلال السودان في عام 1956 .ومن معروضاته سيارة رولز رويس قدمها خديوي مصر في عام 1924 هدية للسير روبرت هاو حاكم عام السودان البريطاني آنذاك، وسيارة أخرى من الطراز نفسه قدمت هدية للرئيس السوداني جعفر نميري عام 1984 م، وهي سيارة ذات مواصفات عالية وتتكون من جسم واقي من الرصاص. كما توجد في الجناح سيارات الحكام البريطانيين السابقين للسودان من طراز همبر في الفترة من 1940 وحتى 1955 م، وسيارة رولز رويس موديل 1954 ، وكان يستخدمها آخر حاكم عام بريطاني للسودان وهو نوكس هلم ، ثم استخدمها بعده أعضاء مجلس السيادة الرئاسي السوداني عندما نال السودان استقلاله في عام 1956 م. وكانت السيارة قد استخدمت أيضاً في تنقلات زوار السودان من زعماء حكومات ورؤرساء الدول الأجنبية ومن بينهم الرئيس المصري جمال عبد الناصر الذي زار السودان في نوفمبر / تشرين الثاني 1959 م.

### جناح الصور و اللوحات
يضم اللوحات الزيتية والصور الفوتوغرافية للحكام والرؤساء في فترات ماقبل الاستقلال وفي العهد الوطني بعد الاستقلال ومن بينها لوحة للملك فؤاد ملك مصر، و أخرى للملك فاروق ملك مصر والسودان في الفترة من 1939 وحتى 1953 م، ولوحة للورد ألنبي المندوب السامي البريطاني لدى مصر وهناك أيضاً لوحات وصور فوتوغرافية لرؤساء سودانيين من بينهم إسماعيل الأزهري وإبراهيم عبود وجعفر نميري وعبد الرحمن سوار الذهب، و رؤساء حكومات سودانيين منهم محمد أحمد المحجوب وسر الختم الخليفة والجزولي دفع الله.

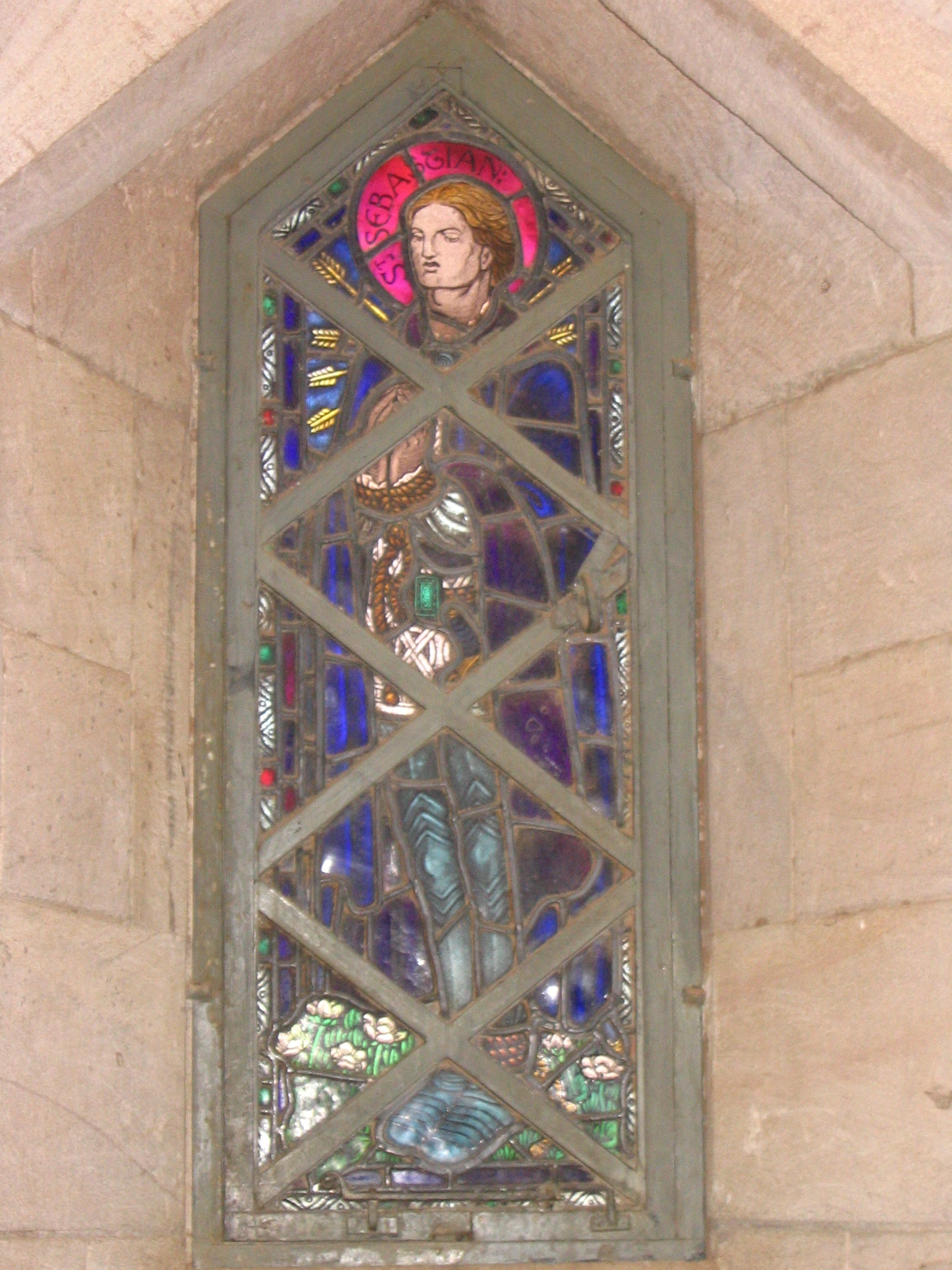
لوحة زجاجية ملونة للقديس سيباستيان في متحف القصر الجمهوري

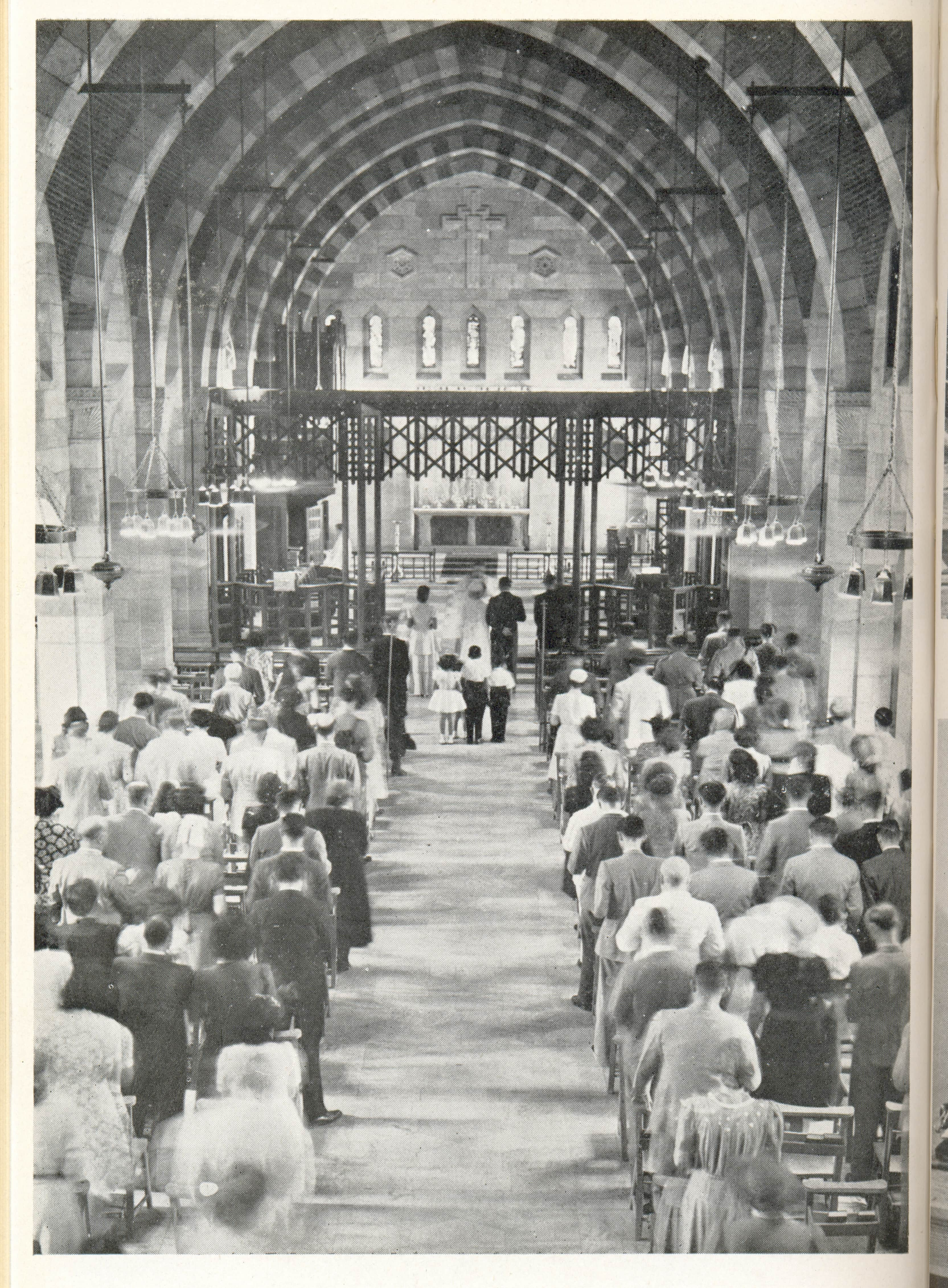
كاتدرائية جميع القديسيين سابقآ، متحف القصر الجمهوري حاليآ

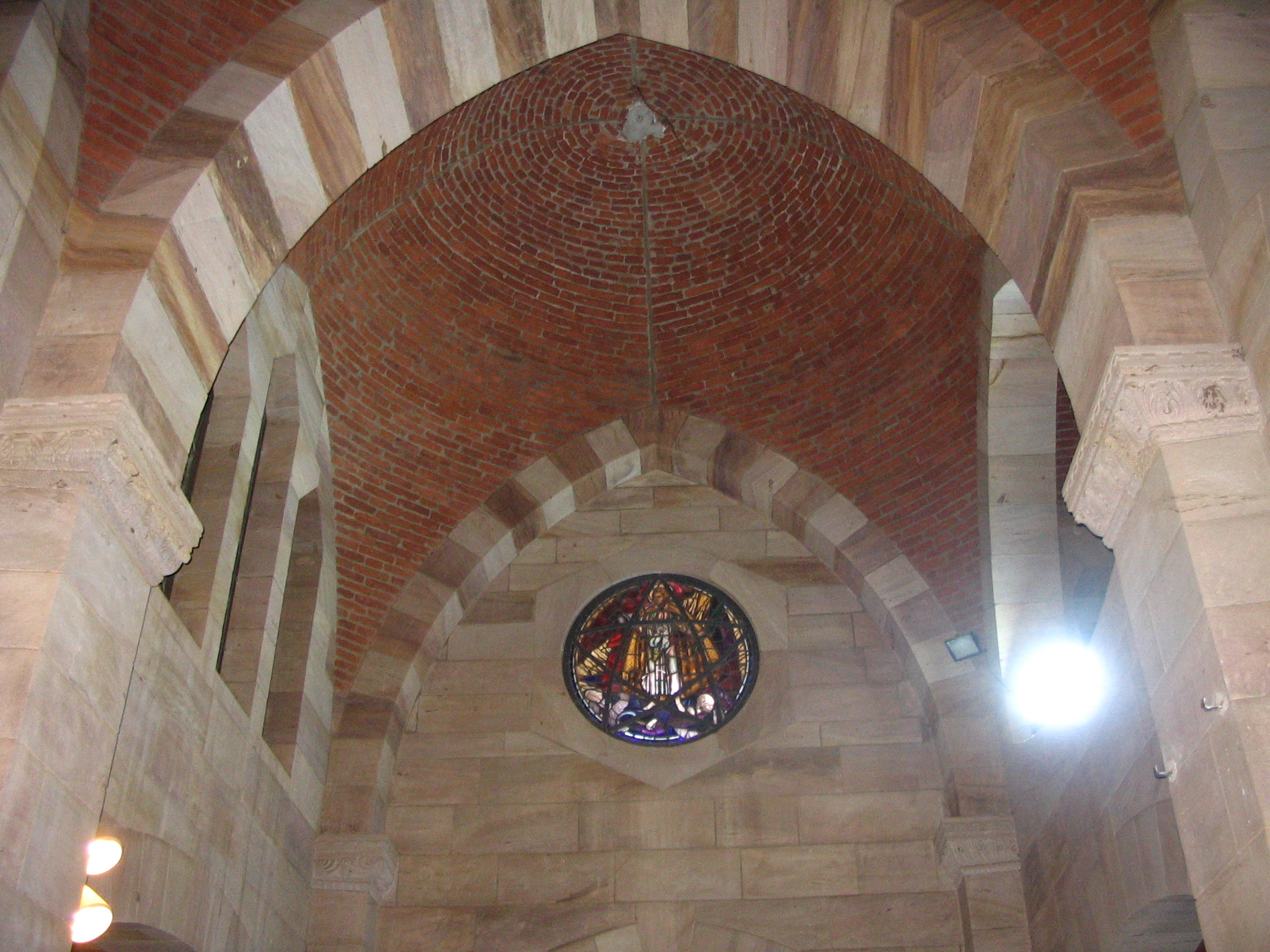
الزجاج المعشق في متحف القصر الجمهوري

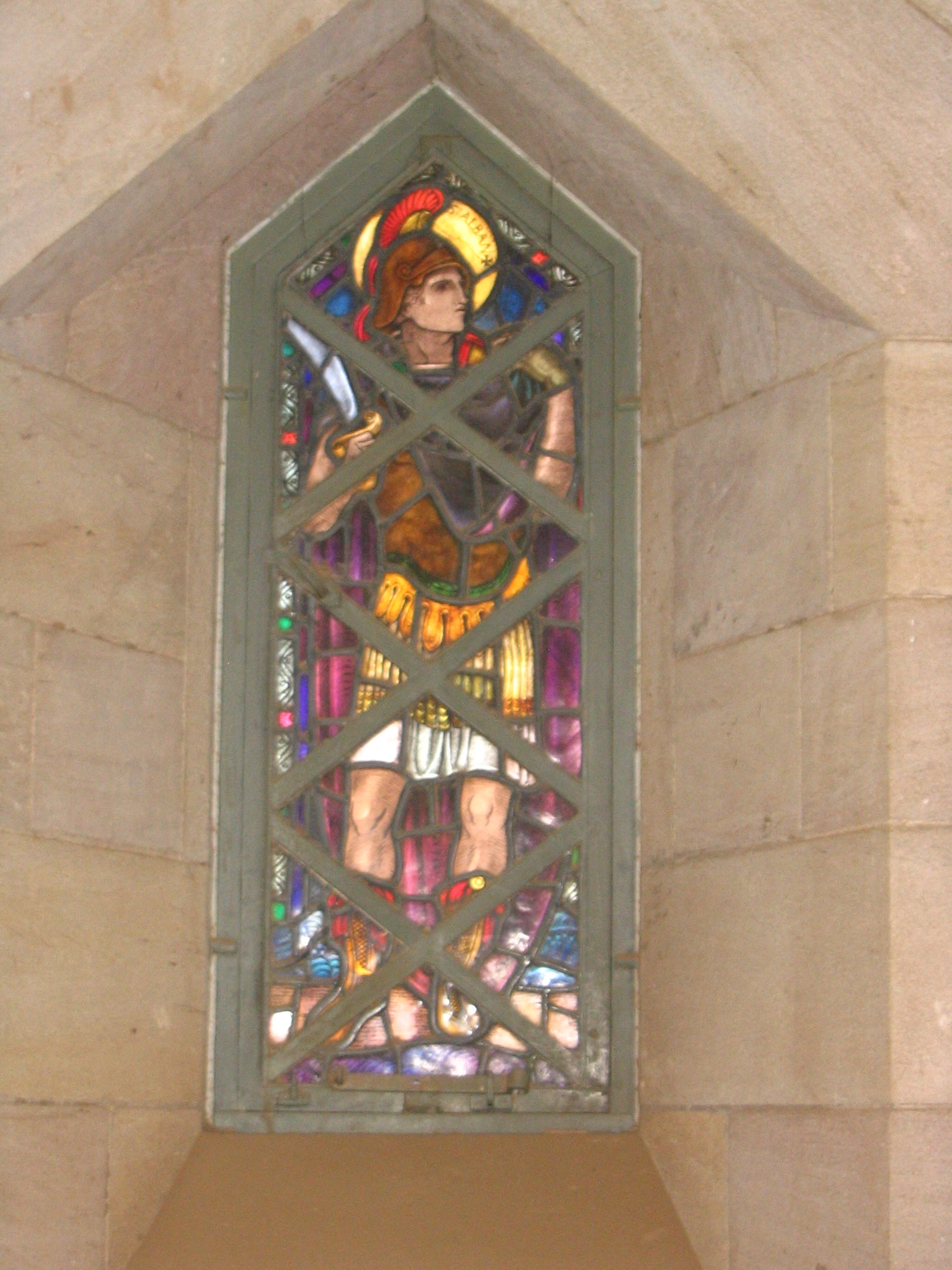
الزجاج المعشق في متحف القصر الجمهوري / الخرطوم

### جناح الأوسمة
ويضم معرضاً لمختلف الأوسمة والأنواط و القلادات المستخدمة في السودان من بينها وسام النيلين واحد من أكبر الأوسمة السودانية.

### جناح الهدايا
وفيه تعرض الهدايا الرئاسية التي تلقاها رؤساء السودان بعد الاستقلال على مختلف انواعها واشكالها ومن بينها ابريق ضخم قدمه الرئيس الباكستاني الأسبق ذو الفقار علي بوتو للرئيس جعفر نميري أثناء زيارته للسودان.

### جناح الالآت الموسيقية والأواني والأثاثات
وهو جناح يحتوى على عدد من مختلف الالآت الموسيقية وقطع الأواني والأطباق والأثاثات التي كانت تستخدم داخل القصر الجمهوري في الحقب السابقة منها طاولات رئاسية مصنوعة من الخشب، أبرزها تلك التي استخدمها أول رئيس لأول حكومة وطنية في السودان ورئيس مجلس السيادة الأسبق إسماعيل الأزهري وهي مصنوعة من الخشب ومزدانة بزخارف نحاسية وتم وضعها للعرض في القاعة الكبرى للمتحف وهناك أيضاً المقعد الخشبي الذي كان يجلس عليه الرئيس إسماعيل الأزهري، ومنضدة مستطيلة استخدمت عند افتتاح أول مجلس استشاري للسودان في عام 1946. كما يُشاهَد في الجناح بيانو كان يعزف عليه الجنرال شارلس غوردون حاكم عام السودان الذي لقي مصرعه على يد ثوار المهدية سنة 1896 م. وبيانو كهربائي آخر ضخم الحجم جلبه للقصر حاكم عام السودان ونجت باشا عام 1916.

### جناح التوثيق
وهو جناح الهدف منه تقديم عرض تاريخي لفترة النضال الوطني في سبيل تحقيق استقلال السودان.

### جناح الزخارف
ويحتوي على الزخارف والقطع التذكارية الخاصة بالمتحف.

### المكتبة
هناك مكتبة عامة ملحقة بالمتحف.

## مواعيد زيارة المتحف
يفتح المتحف ابوابه للجمهور في أيام الجمعة والأحد والأربعاء من كل اسبوع في فترتين. الفترة الصباحية وتبدأ من الساعة التاسعة صباحا بالتوقيت المحلي لمدينة الخرطوم وحتى الساعة الواحدة بعد الظهر، الفترة المسائية وتبدأ من الساعة الرابعة بعد الظهر وحتى الثامنة مساء.